# Geige (Heraldik)

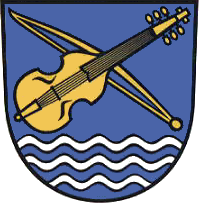
Schräg gelegte Geige (tatsächlich nach der Bespannung und der Form des Korpus eine Gambe) mit Bogen im redenden Wappen von Gamstädt

Hardangerfiedeln im Wappen von Midt-Telemark

Die Geige ist in der Heraldik eine gemeine Figur und eine gern gewählte Wappenfigur. Unter Vernachlässigung der Besonderheiten der Instrumente kann in der Heraldik die Fidel oder die Violine, die Bratsche, Gambe und ähnliche Streichinstrumente der Geigendarstellung gleichgesetzt werden.
Die Darstellung reicht von der natürlichen bis zur stilisierten Form, aber die Tingierung richtet sich nach den heraldischen Regeln. Abweichende Saitenfarbe wird mit besaitet oder bezogen beschrieben und ein andersfarbiger Steg oder ein andersfarbiges Griffbrett muss gemeldet werden. Das Instrument wird auch gestürzt, also zum Schildfuß zeigend, im Wappen dargestellt, wie in Rickenbach. Die Geige kann auch im Oberwappen vorkommen. Selten wird der Bogen mit ins Wappen gestellt.
Bekannt ist das Wappen des Volker von Alzey. Die Figur des Wappens schmückt bereits seit 1290 ein viersaitiges Instrument auf Hermelin. Es soll nach dem Nibelungenlied ein kampfmüder Held durch die Klänge der Geige eingeschlafen sein.  Auch die Stadt selbst, der sächsische Kurort Bad Brambach oder Bubenreuth als Zentrum des fränkischen Streichinstrumentenbaus sowie Absam in Tirol, erinnernd an den Geigenbauer Jakob Stainer, haben jeweils in ihren Wappen das Instrument. Ein weiteres Beispiel ist Gentilino im Tessin.